# Куртяево
Куртя́ево — урочище в Приморском районе Архангельской области, на реке Верховка в 35 км от Северодвинска. Урочище Куртяево является памятником природы регионального значения. Площадь урочища — 150 га. Примечательно минеральными источниками и церковью Святого Алексия. Находится на месте потухшего вулкана.

## История урочища
Самое раннее упоминание урочища Куртяево встречается в сотной грамоте Николо-Корельского монастыря, относящейся к 1587—1588 годам, среди владений которого указывается «поженка на Куртяеве Михаиловская Кологривоя…».
Через некоторое время земля урочища отходит к Кирилло-Белозерскому монастырю, однако точное время передачи неизвестно. Причина перехода земли на Беломорье к монастырю, расположенному на Вологодчине, проста — в посаде Нёнокса, через который исторически проходила дорога на Куртяево, находились дворы и усолья пяти крупных северных монастырей: Антониево-Сийского, Соловецкого, Кирилло-Белозерского, Николо-Корельского и Михаило-Архангельского.
До момента постройки часовни и церкви в Куртяеве никаких постоянных строений, кроме сенокосных и промысловых изб, не было. Также не сохранилось исторических данных о возможном использовании до 1721 г. куртяевских источников.

## История храма

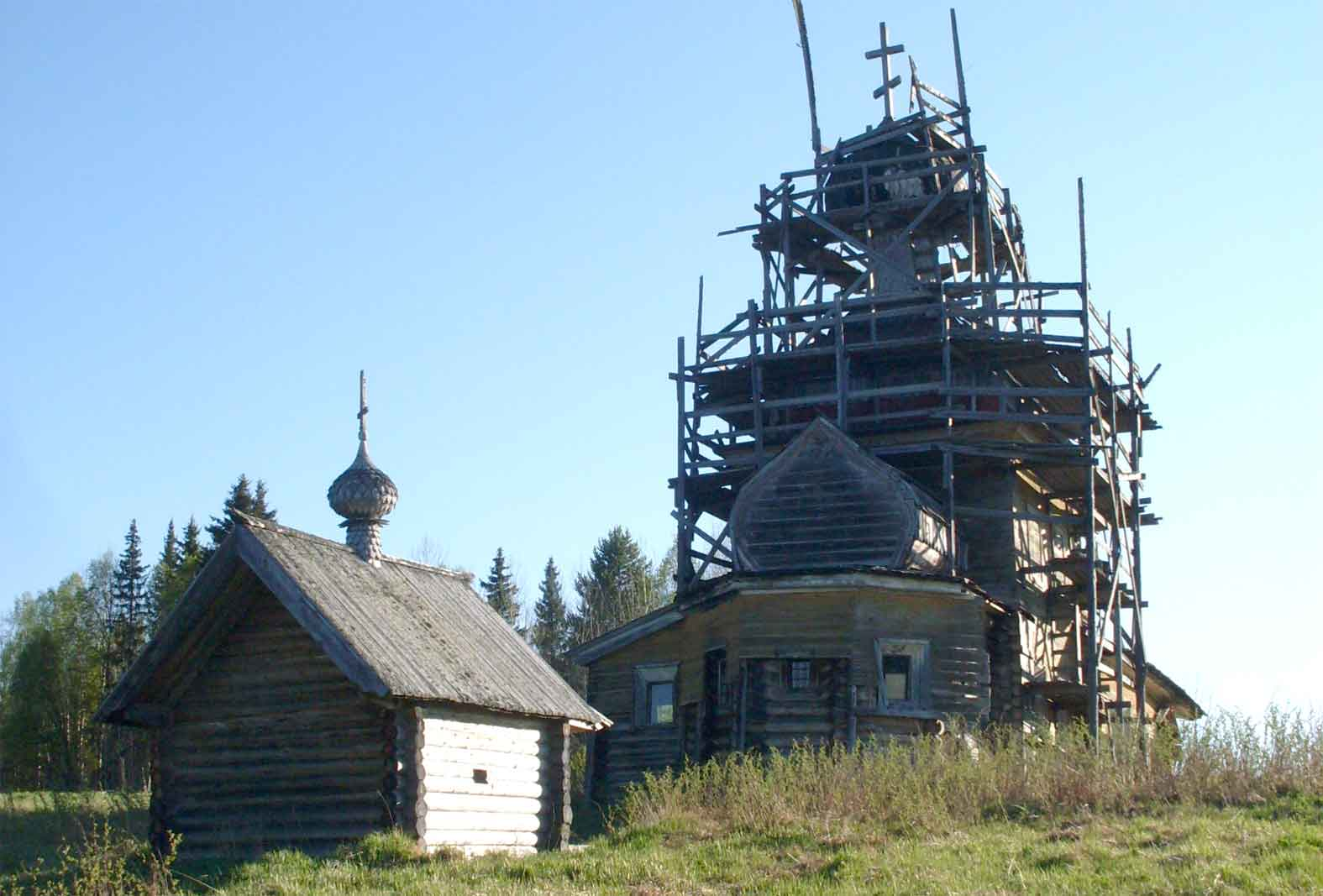
Алексиевская церковь в начале XXI века с той же точки. Восстановленная часовня слева

В документах начала XIX века упоминается «церковь преподобнаго Алексия, человека Божия, антиминс за подписанием Варнавы архиепископа 1721 года марта 2 дня».
В документе 1722 г. существует запись:
«В Ненокоцком же усолье в расстоянии за семь верст по благословению Преосвященного Варнавы, архиепископа Холмогорского и Важского, построена и освящена церковь во имя Алексия, человека Божия. Построена мирским подаянием от христолюбцов. А в тое церкви служба бывает временная на празднество Алексия, человека Божия, в праздничные дни и кто по вере востребует. А службу в тое церкви отправляют они ж, Ненокоцкого усолья, священники. А та церковь построена на монастырской земли Кириллова монастыря, а прихожан определенных нет. Оное место званием Куртяево»
В «Памятной книге Ненокского прихода» от 1822 года уточняется, что данная церковь построена из часовни, к которой в 1721 году пристроили алтарь. Этот факт перестройки часовни в церковь подтверждается также данными архитектурно-археологических обмеров, согласно которым стены первичной часовни сохранились примерно на уровне оконных проемов. После появления церкви, перед её алтарем, на месте явления образа, была поставлена новая часовня. В результате этого возникла непривычно редкая ситуация одновременного сосуществование однопрестольной церкви Алексия, человека Божия, и часовни во имя его же, что случается нечасто.
В 1842 году, в «Ведомости о зданиях церковных», упоминается
«церковь деревянная, одноетажная в одной связи с колокольнею, за 15 верст при реке Куртявке во имя Алексия, человека Божия 1721 г.».
К данной церкви принадлежали ещё «два дома одноетажные, деревянные, из которых один — 1829 г., другой, старой,— неизвестно».
В подробной описи имущества церквей Ненокского прихода Архангельского уезда указана информация о часовне, стоявшей напротив алтаря церкви и соединявшейся с ней в единый комплекс. В отличие от церкви, которая после 1721 г. только достраивалось, но не перестраивалась, часовня всё-таки периодически разбиралась и строилась заново, о чём свидетельствуют материалы разборки сруба перед реставрацией.

## Часовня

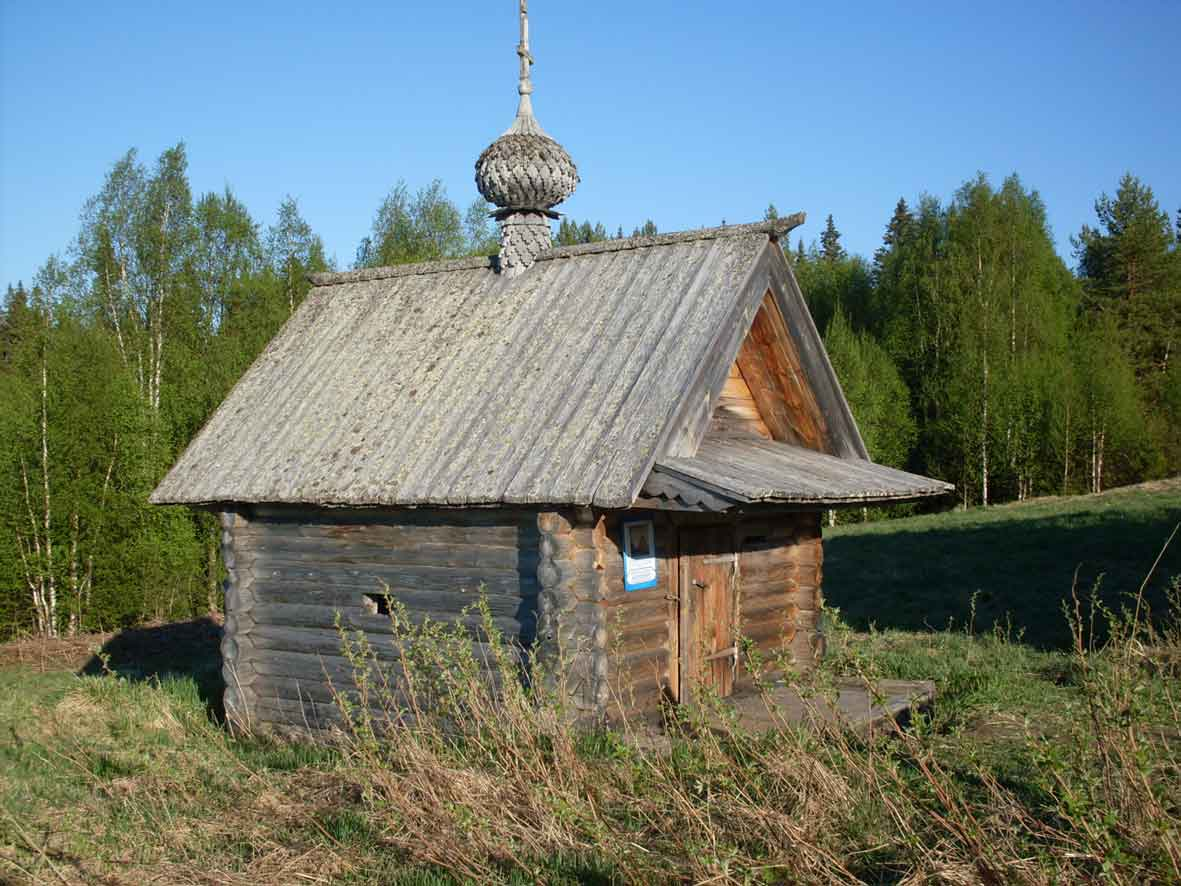
Часовня Алексия, человека Божия в Куртяево. Новодел. Освящена 19 сентября 1992 года.

В документах XIX века, описывающих Алексиевскую церковь в Куртяеве указывается, что
«за оградой, впереди алтаря, стоит часовня во имя Алексия, человека Божия, на том самом месте, где, по сказанию старожилов, явился образ его на пне»
По свидетельству современников Алексиевская часовня в Куртяеве пользовалась особым почитанием, поскольку, по преданию, была построена над тем самым пнём, над которым и возник чудотворный образ св. Алексия:
«В ограде против олтаря стоит часовня, рубленная во имя Алексия, человека Божия, на том самом месте, где, по сказанию старожилов, он явлен на пню, об одной главе, крыта обыкновенно…»
По этой причине в данной часовне никогда не настилался пол.
Судя по данным, указанным в исторических документах, часовня в едином комплексе с церковью строится не сразу, а по мере увеличения паломничества к святому месту, а также постепенной застройки куртяевской поляны, площадь которой в настоящее составляет 2 гектара, ограничиваясь рекой Верховкой с одной стороны и лесом с другой. По мере застройки часовня оказалась за оградой церкви. Последний вариант её расположения за оградой, со стороны алтаря церкви, сохранился до 1917 г.

## Легенды о происхождении храма
Кандидат философских наук А. И. Климов, в Вестнике церковной истории указывает, что общался с первыми, после долгого перерыва, паломниками к церкви св. Алексия, которые рассказывали ему легенду о происхождении храма и святого места:
«В полдень, во время сенокоса, присели сенокосцы на куртяевском холме на обед. Вдруг на березовом пне в сиянии появился образ человека. Узнали в нем Алексия, человека Божьего. В память о явлении поставили часовню».
Тот же А. И. Климов приводит записи Ксении Петровны Гемп, выполненные ею на собраниях краеведов Севера. До революции Ксения Петровна, вместе с семьёй, частенько совершала летние поездки из Архангельска в деревню Сюзьму, посещала старообрядческие скиты вокруг деревни Кудьмы, посады Нёноксы и Куртяева. В 1987 году Гемп передала Климову следующие легенды:
Предание гласит, что Алексей, человек Божий, шел из Малой Азии в Самарканд (путь был проложен Афанасием Никитиным). Далее дорога шла на Астрахань. По Волге-реке св. Алексей проплыл до Ярославля. Из Ярославля пешком добрался до Северной Двины и по ней плыл, не доходя Архангельска, до Сороки. И из Сороки уже шел пешком именно по схеме: Б. Кудьма — Амбурский скит — Солза — Сюзьма — Ненокса — Куртяево. Шел весь этот путь святой Алексей 3 года и 3 месяца.
Когда царь Петр Великий приказал казнить сына-царевича Алексея, то восплакала душа его и жены его. Огорчился царь Петр и для облегчения страданий заказал икону Алексея, человека Божьего, и послал её в Алексеевскую церковь под Неноксой. На иконе был лик благой, а в нижней части был нарисован мученик царевич Алексей». У ненокшан существовало еще одно предание, составленное из первых двух. Женщина-богомолка из Новгорода говорила К. П. Гемп, что душа Алексея, человека Божия, и была в царевиче Алексее.
Пришел мужик в Куртяево по делам своим. Увидел он березу, на которой висела икона. Чтобы достать икону, рубанул мужик топором по березе, а из раны неожиданно пошла кровь. Унес он все-таки икону домой. А когда пришел в Куртяево на другой день, то вновь увидел икону на той же березе».

## Источник минеральной воды
Отличительной особенностью урочища Куртяево является наличие на его территории около 80 ключей слабоминерализованных вод, непосредственно связанных с вулканическим телом — трубкой взрыва «Куртяево». В двух местах группы этих источников образуют ручьи, впадающие в реку Верховку. Один из этих ручьёв имеет собственное название — Талец.
В Куртяево находится природный источник лечебно-столовой сульфатно-гидрокарбонатно-хлоридной натриевой воды с нейтральной-слабощелочной реакцией среды.
Российский научный центр медицины и курортологии разработал подробную «Методику лечебного использования минеральной воды „Куртяевская“» со скважины № К-1 и рекомендовал её употребление в качестве столового напитка. Также выпускается вода питьевая минеральная лечебно-столовая газированная «Куртяевская скважина К-2».
Содержание в воде минералов и воздействие на организм человека:
- Гидрокарбонаты — снижают кислотность желудочного сока. Применяются при лечении мочекаменной болезни
- Хлориды — стимулируют обменные процессы в организме, улучшают секрецию желудка, поджелудочной железы, тонкого кишечника
- Сульфаты — применяются при заболеваниях желчных путей, хроническом гепатите, сахарном диабете. Благоприятно влияют на восстановление функции печени и желчного пузыря.
- Кальций — составляет основу костной ткани, балансирует процессы, происходящие в нервно-мышечной и сердечно-сосудистой системах, стимулирует выделение желчи, восстанавливает моторную деятельность желудка.
- Йод — оказывает физиологическое воздействие для профилактики йододефицитных заболеваний.
- Магний — способствует уменьшению спазмов желчного пузыря, снижает уровень холестерина в крови и желчи, благотворно влияет на нервную систему.
- Калий и натрий — поддерживают необходимое давление в тканевых и межтканевых жидкостях организма,

Также минеральная вода из урочища Куртяево позволяет использовать её не только в лечебных целях, но и в качестве питьевой воды, поскольку обладает невысокой степенью минерализации — от 2 до 4 г/дм3.
Минеральная вода скважины № К-1 из Куртяево, показана для питьевого лечения болезней:
- Рефлюкс-эзофагит.
- Хронический гастрит (с нормальной секреторной функцией желудка, с повышенно-секреторной функцией желудка, с пониженной секреторной функцией желудка
- Язвенная болезнь желудка и 12-перстной кишки.
- Болезни кишечника (синдром раздраженного кишечника с диареей, синдром раздраженного кишечника с запором.
- Болезни печени: хронический вирусный гепатит; токсическое и медикаментозное поражение печени; жировая дистрофия печени.
- Болезни желчного пузыря, желчевыводящих путей, поджелудочной железы: хронический холецистит, холангит, холестероз желчного пузыря; желчнокаменная болезнь; хронический панкреатит.
- Нарушения органов пищеварения после операционных вмешательств: синдром оперированного желудка после операции по поводу язвенной болезни; постхолецистэктомические синдромы.
- Болезни эндокринной системы, расстройства питания и нарушения обмена веществ: сахарный диабет (инсулинозависимый и инсулинонезависимый), нарушения толерантности к глюкозе; ожирение (алиментарное); нарушение обмена липопротеидов; нарушение солевого обмена.
- Болезни мочеполовой системы: тубулоинтерстициальные болезни (хронический пиелонефрит), мочекаменная болезнь, другие болезни (хронический цистит, уретрит, тригонит)[6].

## Комментарий
1. ↑  Пожня — невспаханное поле с остатками соломы на корню, с которого сжаты хлеба, жнивьё. Словарь Ушакова.